# 第17回競輪祭
第17回競輪祭（だい17かい けいりんさい）は、1975年に小倉競輪場で行われた。

## 決勝戦
- 全日本競輪王戦　12月1日（月）

| 着順 | 車番 | 選手       | 登録地 |
| ---- | ---- | ---------- | ------ |
| 1    | 6    | 桜井久昭   | 東京都 |
| 2    | 3    | 久保千代志 | 愛知県 |
| 3    | 8    | 伊藤健次   | 愛知県 |
| 4    | 2    | 福島正幸   | 群馬県 |
| 5    | 5    | 阿部道     | 宮城県 |
| 6    | 1    | 阿部良二   | 岩手県 |
| 7    | 7    | 荒川秀之助 | 宮城県 |
| 8    | 9    | 小山靖     | 宮城県 |
| 9    | 4    | 大野昭弘   | 千葉県 |

- 配当 
  - 連勝単式 5－3　7130円

### レース概要
ジャンが鳴って誘導の後ろに、阿部良ー荒川ー阿部道ー小山、久保ー伊藤、大野ー福島ー桜井が続く。残りあと１周のホームストレッチ線前付近で久保がスパート。久保はバック付近で阿部良を完全に叩き切り先頭。伊藤もしっかりと追走したが、大会3連覇がかかる福島が最終1センター付近で大野を捨てて捲り勝負に出たのに対し、福島追走だった桜井は最内に進路を変え、4角では久保ー伊藤の後位に入る。直線に入り、久保の逃げ切りは濃厚かに思われたが、桜井が内から鋭く強襲。ゴール寸前、わずかに久保を差して優勝した。
これで当年の４つの特別競輪は全て終了したが、全ての大会において特別競輪初優勝者が誕生することとあいまった。
なお、11月24日（月）に決勝戦が行われた、全日本新人王戦は、岩崎誠一（青森県）が優勝した。